# Хет (буква сирийского алфавита)
ܚ (ܚܝܬ, хет) — восьмая буква сирийского алфавита. 

## Использование
Происходит от арамейской буквы хет (𐡇), восходящей к финикийской букве хет (𐤇, ).
В восточном диалекте сирийского языка обозначала велярный спирант [x], а в западном — фарингальный [ħ]. В ассирийском языке обозначает [x], в тур-абдинском и иногда мосульском диалектах — [ħ]. Числовое значение в сирийской системе счисления — 8.
В романизациях ALA-LC и BGN/PCGN передаётся как ḥ.

## Кодировка
Буква хет была добавлена в стандарт Юникод в версии 3.0 в блок «Сирийское письмо» (англ. Syriac) под шестнадцатеричным кодом U+071A.